# THE SHOW MUST GO ON (AK-69の曲)
「THE SHOW MUST GO ON」（ザ・ショー・マスト・ゴー・オン）は、日本のヒップホップMC・AK-69が発売した8作目のシングル。

## 概要
- 前作「SWAG WALK」から僅か2ヶ月で発売された。これは2017年現在、最短のスパンとなっている。

## 収録曲
1. THE SHOW MUST GO ON [4:07]
  - 作詞 : AK-69 / 作曲 : AK-69,NATO
2. メアリー 〜My Love Next Episode〜 [4:00]
  - 作詞 : AK-69 / 作曲 : AK-69,JIGG

## 収録アルバム
- The Independent King (#1,2)